# Cacherano di Bricherasio

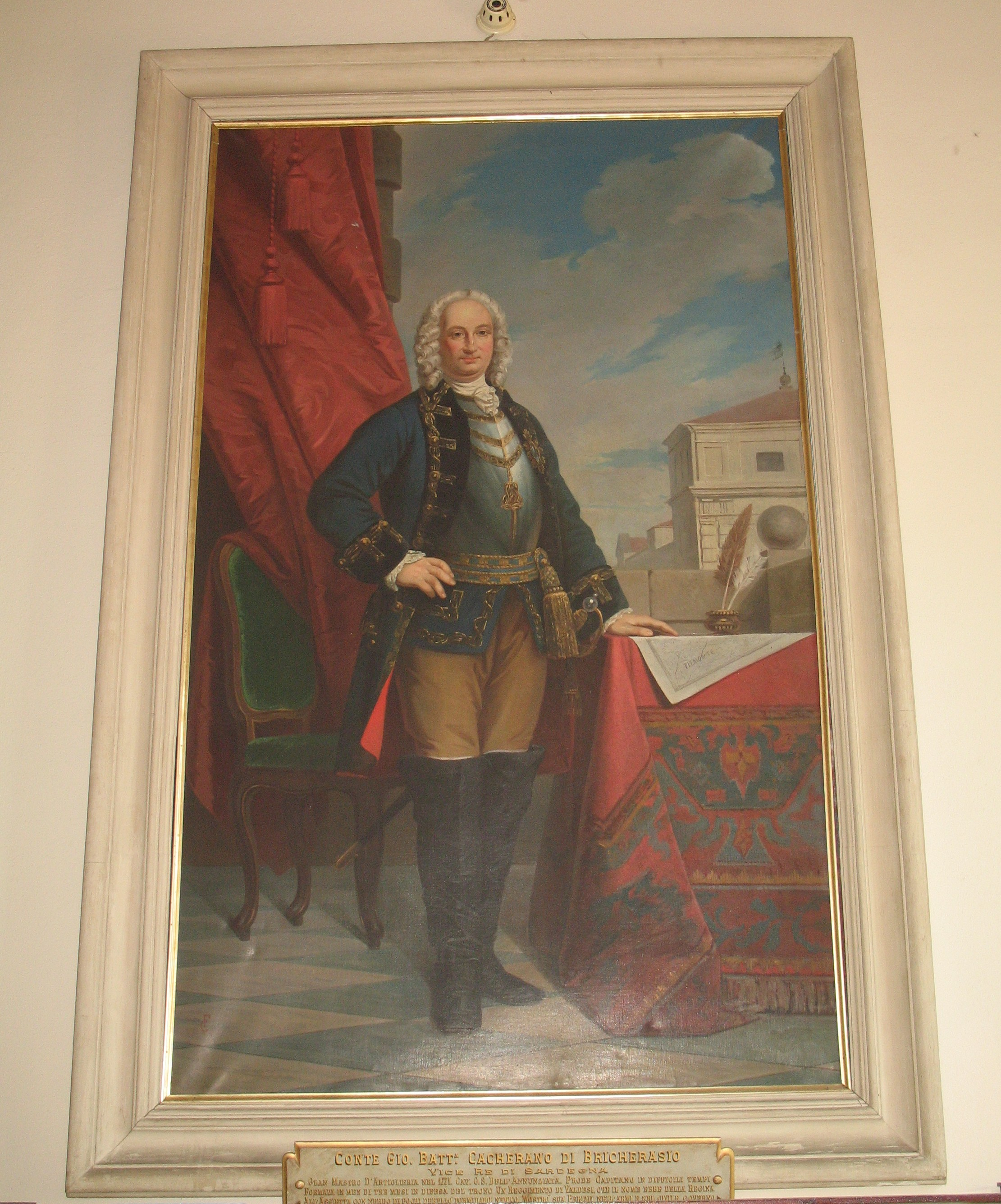
Giovanni Battista Cacherano conte di Bricherasio - Maestro d'Artiglieria e Viceré del Regno di Sardegna dal 3 settembre 1751 al 25 aprile 1755 - in un dipinto settecentesco presente nel Palazzo Bricherasio di Fubine

I Cacherano di Bricherasio furono un ramo collaterale dei Cacherano di Asti, appartenente alle casane astigiane. Dinastia di antica nobiltà piemontese, i Bricherasio si distinsero per onori militari, e vantarono anche il titolo di viceré dei Savoia per alcuni dei loro membri ma si distinsero anche per apprezzabili attività di affarismo e mecenatismo.
A cavallo tra il XIX ed il XX secolo si affermarono nel capoluogo sabaudo per la capacità di aderire con coraggio e lungimiranza alle istanze del progresso in campo economico, sociale e culturale.
Gli ultimi discendenti della famiglia furono il conte Emanuele Cacherano di Bricherasio, cofondatore della F.I.A.T. e dell'ACI e la sorella primogenita Sofia, pittrice, mecenate e fervente filantropa.

## Storia
Originaria di Bricherasio, piccolo centro del Piemonte situato nelle valli del pinerolese, la casata aumentò visibilmente nel corso dell'Ottocento la propria rappresentatività grazie anche a un vasto radicamento latifondista sul territorio: nel Monferrato, in particolare, possedeva importanti tenute, tra cui quella di Fubìne e quella di Rosignano Monferrato. 
Dalle nozze tra il conte Luigi Cacherano di Bricherasio e la marchesa Teresa Massel di Caresana nacquero Sofia ed Emanuele, che divennero presto personaggi di spicco della nobiltà torinese di inizio Novecento. 
La primogenita Sofia fu allieva del celebre pittore piemontese Lorenzo Delleani e si dilettò come pittrice oltre che come mecenate e filantropa, facendo del castello di Miradolo e di Palazzo Bricherasio a Torino uno dei più rinomati «salotti» culturali, frequentato dal Delleani stesso ma anche dallo scultore Leonardo Bistolfi, dallo scrittore Edmondo De Amicis e dal capitano di Cavalleria Federico Caprilli, intimo amico della famiglia Bricherasio. 
Il fratello Emanuele si distinse invece per il suo intraprendente impegno nel nascente settore dell'industria automobilistica, figurando tra i soci fondatori della F.I.A.T., il cui atto costitutivo venne firmato proprio nella residenza torinese della famiglia Bricherasio, come raffigurato in un dipinto commissionato al Delleani stesso. 
La famiglia Bricherasio frequentò regolarmente le residenze di Miradolo, di Rosignano Monferrato e quella di Fubìne per lunghi periodi di villeggiatura e battute di caccia, anche dopo la prematura morte del padre Luigi; assidua fu anche la frequentazione di Delleani e quella di Federico Caprilli, che fu amico e compagno d'arme dello stesso Emanuele all'Accademia Militare di Modena. Miradolo come Fubìne e Palazzo Bricherasio a Torino, continuarono a essere fulcro di un vivace fermento culturale che coinvolse molti artisti e intellettuali del territorio piemontese a cavallo tra Ottocento e Novecento.
In seguito alla misteriosa scomparsa di Emanuele Bricherasio, morto improvvisamente ad Agliè nel 1904 a soli trentacinque anni, la primogenita Sofia e l'anziana madre frequentarono sempre più di rado queste residenze. 
Nell'immediato dopoguerra la contessa Sofia si trasferì stabilmente al castello di Miradolo e alla sua morte, nel 1950, come ultima discendente senza alcun erede diretto  risultò essere una delle più ricche nobildonne europee. Per sua espressa volontà tutte le ricchezze e i possedimenti furono inclusi nel ricco lascito testamentario in favore della Piccola Opera della Divina Provvidenza di don Orione.
Erede del nome della famiglia fu Giuseppe Macchi che, avendo sposato nel 1938 Melania Calleri di Sala, nipote della contessina Sofia, ultima della famiglia, ottenne di aggiungere al suo il cognome Cacherano di Bricherasio e il titolo di conte, dando così origine alla famiglia Macchi Cacherano di Bricherasio, fiorente ancora oggi.

## L'Asilo di Fubine

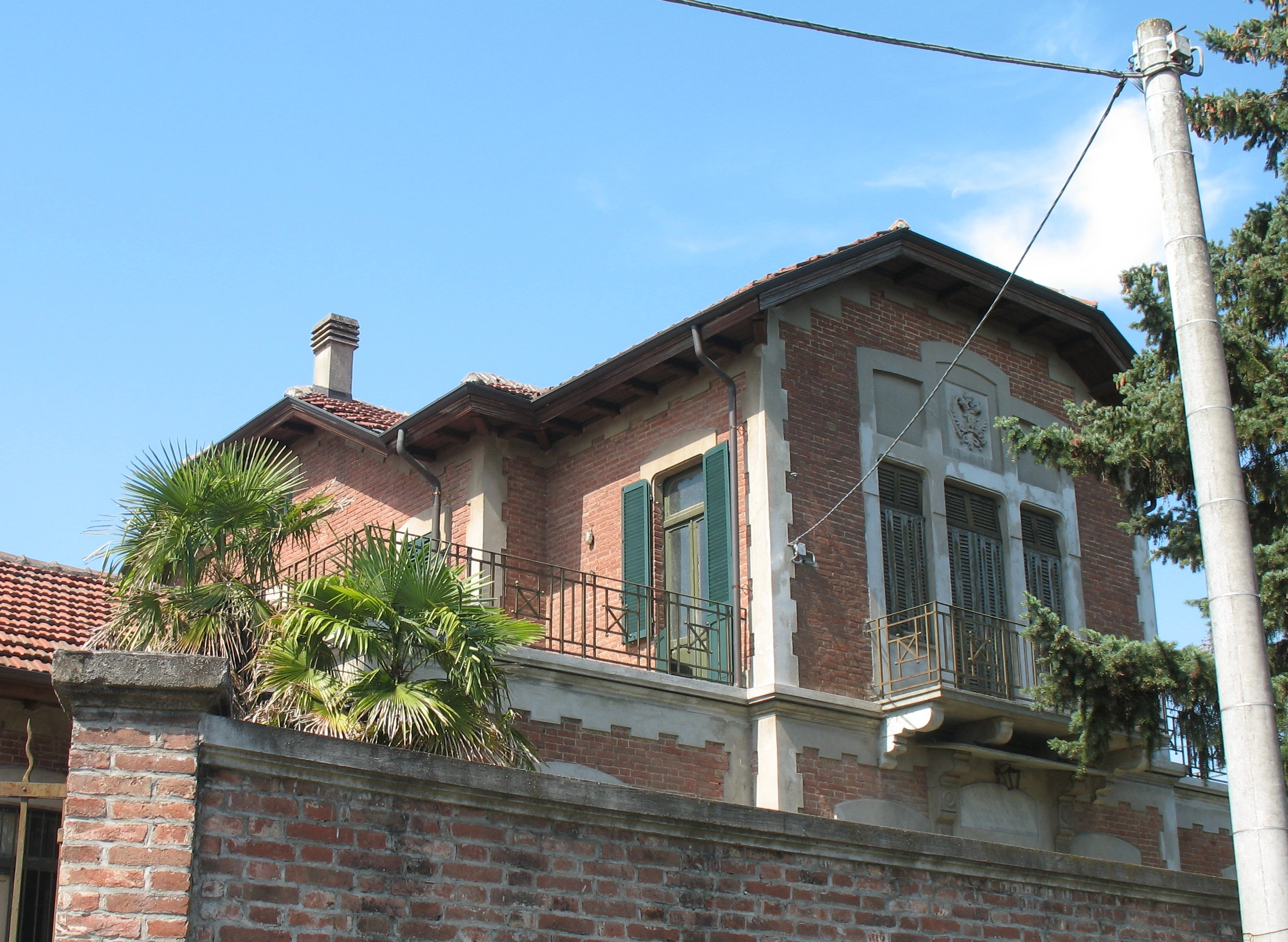
L'ex-asilo infantile Cacherano di Bricherasio, oggi proprietà del Comune di Fubine

Fu appunto Sofia di Bricherasio a donare alla comunità di Fubine un fabbricato da destinare ad asilo infantile, intitolandolo alla memoria della madre Teresa. 
Lo stabile, di gusto eclettico e di qualità artistico-architettonica di rilievo, venne realizzato nei primi anni del Novecento sulla base di un progetto che ne prevedeva l'utilizzazione come residenza estiva; dal 1923 venne trasformato in asilo e dedicato alla memoria della madre Teresa Massel di Caresana.
Esso sorge su un terreno di circa 2.300 metri quadrati coltivato a prato e con essenze ad alto fusto di gusto eclettico (palme, bossi, conifere).
Sul fronte principale si trova una lapide commemorativa realizzata in fusione di bronzo con raffigurate in rilievo un insieme di figure, femminili e infantili, con dedica di ringraziamento della popolazione fubinese alla contessa Sofia; l'opera è di pregevole scultura autografata di Leonardo Bistolfi, scultore nativo di Casale Monferrato, amico e spesso ospite della contessa a Fubine quale esponente del suo cenacolo artistico-letterario. Lo stesso Bistolfi realizzò anche il monumento sepolcrale per Emanuele Cacherano di Bricherasio e il bassorilievo che ricorda la loro madre, la marchesa Teresa Massel di Caresana, nella vicina Cappella Bricherasio a Fubine.
In seguito l'edificio fu adibito a casa di riposo frati Cappuccini dell'Opera "Don Orione". Nel 2000 fu acquisito dal Comune di Fubine e sottoposto a lavori di restauro per restituirlo alla funzione originaria di scuola materna, trasferendo la casa di riposo al vicino Palazzo Bricherasio di Fubine.